# Деббі Вотсон (ватерполістка)
Деббі Вотсон (англ. Debbie Watson, 28 вересня 1965) — австралійська ватерполістка.
Олімпійська чемпіонка 2000 року.
Чемпіонка світу з водних видів спорту 1986 року.
Переможниця Кубка світу 1984, 1995 років.
Срібна призерка Кубка світу 1991 року.
Бронзова призерка Кубка світу 1983 року.